# Knallstart
Als Knallstart (englisch idiot start, nach Art der Kupplungspedalentlastung/Kupplungsbelastung auch dumping, dropping oder sidestepping the clutch) bezeichnet man im Bereich der Automobilerprobung einen Test, bei dem Schaltgetriebe, Differential, Kardan- und Antriebswellen einer stoßartigen Belastung ausgesetzt werden.
Der Test wird nur auf Fahrzeuge mit Handschaltgetriebe und normalem Kupplungspedal angewendet.

## Testablauf
- Der Testfahrer legt den ersten Gang oder den Rückwärtsgang ein, da hier durch die Untersetzung die stärksten Drehmomente auf die nachfolgenden Bauteile entstehen.
- Der Motor wird auf hohe Drehzahl (in der Regel 2/3 bis volle Motordrehzahl) gebracht.
- Der Testfahrer zieht den Fuß seitlich vom Kupplungspedal.

Bei dem schlagartigen Einkuppeln übt der Motor einen Drehstoß auf das Getriebe und alle nachfolgenden Komponenten des Antriebsstranges aus. Dadurch kommt es zu einer sehr hohen Belastung des Antriebsstrangs.
Der Drehstoß kann dabei bis zum Dreifachen des Motorenmoments betragen, bei Nutzfahrzeugen kann die Vorderachse während des Versuchs abheben.

## Anwendungsbereich
Der Test muss im Rahmen der Fahrzeugerprobung (abhängig von den Anforderungen der Fahrzeughersteller) etwa 10–20 mal überstanden werden, nur ein kleinerer Teil der Tests wird dabei im Rückwärtsgang ausgeführt. Das Fahrzeug steht dabei mit den Rädern auf trockenem Asphalt (Reibungskoeffizient µ etwa 1), zum Teil erfolgt die Erprobung auch mit voller Beladung. Die Bremsen werden nicht betätigt.
Bei der Auslegung des Antriebsstranges wird in der Regel die Gelenkwelle als schwächstes Glied definiert. Kommt es also infolge eines Knallstartes zu einem Bruch, dann kann diese am einfachsten ausgetauscht werden.

### Ersatztest bei automatisierten Getrieben
Auf Fahrzeuge mit einer automatisierten Kupplung (Automatikgetriebe, Doppelkupplungsgetriebe, CVT und automatisierte Handschaltgetriebe) findet dieser Test keine Anwendung, da ein entsprechender Missbrauch durch den Fahrer von der Steuerung der Kupplung verhindert wird.
Bei älteren automatisierten Getrieben, bei denen die Motor- und Getriebesteuerung nicht zusammenarbeiten, trat die Spitzenbelastung bei stehendem Fahrzeug, Vollgas und gleichzeitig voller Bremsung ein ("stall torque"). Das maximale Drehmoment wird dann vom Motor über den Antriebsstrang geleitet und bei radseitigen Bremsen dort wieder abgestützt.
Bei neueren Fahrzeugen erkennt die Motorsteuerung Bremsaktivität und ignoriert die Gaspedalstellung weitgehend. Teilweise wird zusätzlich in den unteren Gängen das Motordrehmoment begrenzt, so dass die Spitzenbelastungen weiter reduziert werden können.